# 王赐吉
王赐吉（Melvyn Ong Su Kiat），新加坡华人，曾任新加坡共和国武裝部队三軍总长，中将军衔。

## 生平
王赐吉早年在英华中学 (自主)和国家初级学院念书，于1994年荣获新加坡武装部队海外奖学金，在英国伦敦政治经济学院攻读经济学并获得理学士（第二荣誉）。他在1998年获得理学硕士学位。
王赐吉在1994年从军，曾担任过第七步兵旅旅長、国防部联合计划与变革处处长、精卫兵长等职位。2011年基督城地震发生后，他带领新加坡团队到纽西兰基督城协助救援行动和提供援助给灾民。他也是2015年新加坡国庆庆典组委会的主席。他在1998年到美国佐治亚州班宁堡参加美国陆军的步兵军官课程，并在2005年在印度尼西亚陆军指挥和参谋学院完成课程。王赐吉于2015年8月14日接替林清耀担任陆军总长， 此后于2018年3月23日再次接替林清耀升任三军总长，该职于2023年3月24日被交给孟耀诚。
王赐吉除了在陆军部队工作，也曾在2013年至2014年间担任由教育部和社会及家庭发展部携手创办的儿童早期发展局的副总裁。
王赐吉已婚，育有三子女。他在2012年获得行政功绩奖章（银，武装部队）。